# Squatina oculata
Pour les articles homonymes, voir Ange de mer.
Espèce
Statut de conservation UICN

 CR A2bcd+3cd+4bcd : 
En danger critique
Répartition géographique
L'Ange de mer ocellé (Squatina oculata) est un squatiniforme de la famille des Squatinidae que l'on trouve dans l'est de l'Atlantique du Maroc à l'Angola, entre 47° Nord et 28° de latitude Sud, et également en Méditerranée. Il peut mesurer jusqu'à 1,6 mètre. On le trouve en général sur le plateau continental, à des profondeurs de 50 à 100 m et un peu plus profondément sous les tropiques.

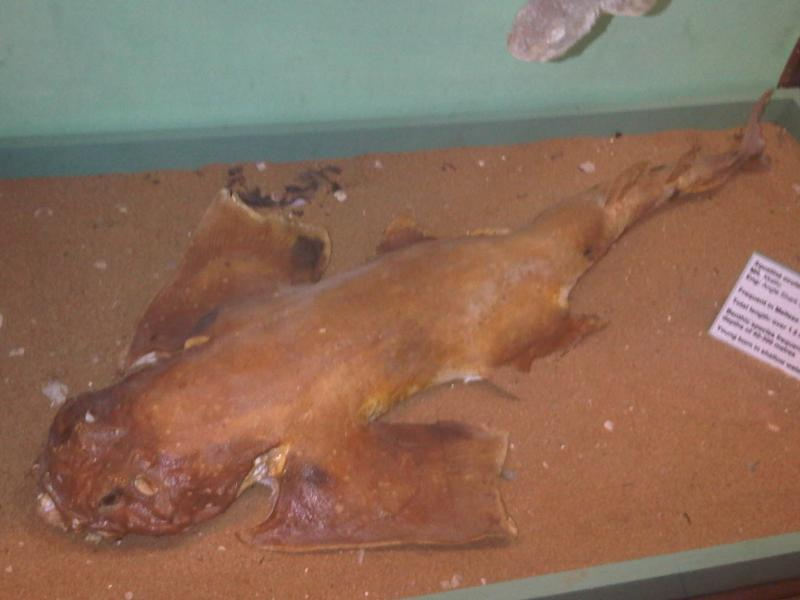
Ange de mer ocellé.